# USS Connecticut (BB-18)
«Коннектикут» (англ. USS Connecticut (BB-18) — американський пре-дредноут, головний у своєму класі та п'ятий корабель військово-морських сил США, названий на честь штату Коннектикут.
«Коннектикут» був закладений 10 березня 1903 року на верфі компанії New York Naval Shipyard у Нью-Йорку. 29 вересня 1904 року він був спущений на воду, а 29 вересня 1906 року увійшов до складу ВМС США. На церемонії вводу корабля були лінкори «Техас», «Массачусетс», «Айова», «Кірсардж», «Іллінойс», «Алабама», «Мен» і «Міссурі», а також бронепалубні крейсери «Коламбія» і «Міннеаполіс» і допоміжний крейсер «Прері».

## Історія служби

Карта маршруту Великого Білого флоту (державні кордони на карті 2009 року)

Найбільш значущою подією у проходженні служби «Коннектикута» був похід «Великого Білого флоту», який за підтримки суден забезпечення за наказом Президента США Т. Рузвельта у 1907 році здійснив навколосвітню подорож, продемонструвавши усьому світові зрослу міць та силу американського флоту. 17 грудня флот, до якого входили майже усі американські лінійні кораблі того часу, виплив з Гемптон-Роудс і здійснив перехід на південь до Карибського басейну, а потім до Південної Америки, зупиняючись у Порт-оф-Спейн, Ріо-де-Жанейро, Пунта-Аренас та Вальпараїсо серед інших міст. Після прибуття до західного узбережжя Мексики в березні 1908 року флот провів три тижні, тренуючись у бойових стрільбах корабельної артилерії.
Потім флот відновив подорож уздовж Тихоокеанського узбережжя Америки, зупинившись у Сан-Франциско та Сіетлі, а потім перетнувши Тихий океан до Австралії, по дорозі зупинившись на Гаваях. Зупинки в південній частині Тихого океану включали Мельбурн, Сідней та Окленд.
Після Австралії флот повернув на північ до Філіппін, зупинившись у Манілі, а потім продовжив рух до Японії, де в Йокогамі відбулася церемонія привітання. У листопаді в Субік-Бей на Філіппінах протягом трьох тижнів проходили морські навчання. 6 грудня американські кораблі пройшли Сінгапур і увійшли в Індійський океан. У Коломбо флот поповнив запаси вугілля, перш ніж вирушити до Суецького каналу і знову поповнив свої льохи вугіллям у Порт-Саїді. Флот відвідав кілька середземноморських портів, перш ніж зупинитися в Гібралтарі, де міжнародний флот британських, російських, французьких та голландських військових кораблів привітав американців. Потім американські кораблі перетнули Атлантику, щоб повернутися на Гемптон-Роудс 22 лютого 1909 року, подолавши 46 729 морських миль (86 542 км). Там Теодор Рузвельт провів військово-морський огляд свого флоту.
У зв'язку із запровадженням кайзерівською Німеччиною необмеженої підводної війни США вжило відповідних заходів. Серед іншого «Коннектикут» був повторно введений в дію 3 жовтня 1916 року. Через два дні адмірал Герберт О. Данн зробив корабель флагманом 5-ї дивізії лінкорів, передавши свій прапор з «Міннесоти». «Коннектикут» діяв уздовж східного узбережжя та в Карибському морі, поки 6 квітня 1917 року США не вступили в Першу світову війну. На час війни «Коннектикут» базувався на річці Йорк, штат Вірджинія.